# 6 (маршрут метро, Нью-Йорк)
6 Lexington Avenue Local — два маршрута Нью-Йоркского метрополитена, проходящие в Бронксе и Манхэттене: обычный (обозначаемый номером в кружочке) и его вариант (идущий экспрессом в Бронксе и обозначаемый номером в поставленном на угол квадратике). Маршруты проходят по линиям Пелем, Ай-ар-ти, и Лексингтон-авеню, Ай-ар-ти. На картах, станциях, вагонах и т. д. они обозначаются зелёным цветом, поскольку проходят по линии Лексингтон-авеню.
Обычный маршрут 6 работает круглосуточно между станциями Pelham Bay Park в Бронксе и Brooklyn Bridge—City Hall в Манхэттене. В течение полудня и часов пик в пиковом направлении, поезда экспресс-маршрута заменяют локальные на север от Parkchester и действуют экспрессом между этой станцией и Third Avenue—138th Street, тогда как путь следования локальных поездов сокращается до Parkchester (кроме экспресс-поездов, которые ходят в противоположном направлении как локальные).

## История маршрута

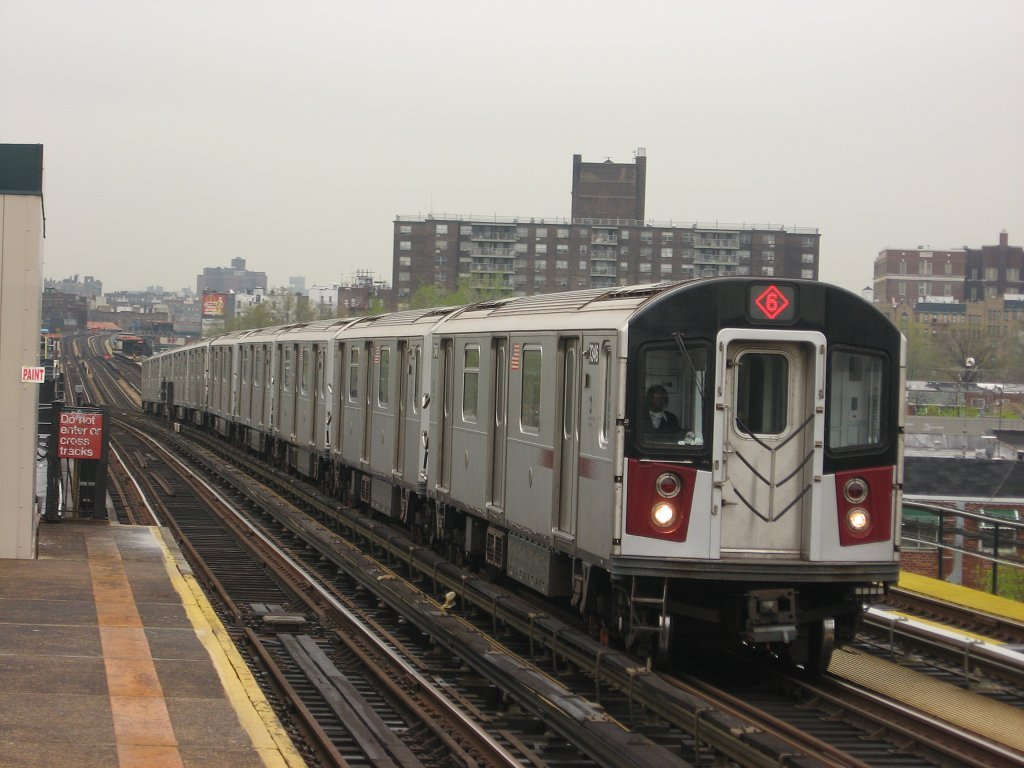
R142A маршрута, едут по экспресс пути, прибывая на St. Lawrence Avenue, в сторону Pelham Bay Park.

27 октября 1904 года локальный и экспресс маршруты на оригинальной линии в Манхэттене, следовали нынешней дорогой IRT Lexington Avenue Line от City Hall до 42nd Street-Grand Central. Далее маршрут следовал на запад по 42-я улица, по линии 42nd Street Shuttle, и затем на север по работающей по сей день IRT Broadway — Seventh Avenue Line до 145th Street.
Сегодняшняя «H» конфигурация — с соединением Lexington Avenue и Broadway-Seventh Avenue — было введено в 1917. Полный маршрут по Lexington Avenue от City Hall до 125th Street открылся 17 июля 1918.
1 августа 1918 года открылась Third Avenue-138th Street. Следующие два года, IRT Pelham Line была продлена по частям до Pelham Bay Park.
От этой точки и сформировался сегодняшний 6 маршрут. Все поезда работают локально между Pelham Bay Park и Brooklyn Bridge-City Hall, с некоторыми поездами завершающими путь на разводном кольце мимо закрытой сегодня станции City Hall. В будни, здесь пиковое направление экспресса между Parkchester-East 177th Street и 138th Street. В это время локальные поезда идут до Parkchester.
31 декабря 1945 года станция City Hall была закрыта, переделав бывшую станцию Brooklyn Bridge (переименована в Brooklyn Bridge-City Hall) в построенную южную конечную станцию.
В 1970-х направление поездов в час пик было продлено до South Ferry, где было построено внутреннее кольцо с платформой. Из-за высокой плотности поездов на линии и малого пространства, участок между станциями Bowling Green и South Ferry перестал действовать в 1977.
Начиная с 1980, ночью маршрут следовал до 125th Street в Манхэттене, где пересекался с 4 идущим в Манхэттене как локальный.
Весной и летом 1985 на линии был один часпиковый 6 поезд, который следовал от/до Atlantic Avenue. Это был единственное время, когда 6 маршрут следовал в Бруклин.
В 1999 он стал снова ходить по ночам до Brooklyn Bridge, но 4 до сих пор следует как локальный.

## Маршрут
Используемые пути в зависимости от дня недели и времени суток
| От станции включительно | До станции включительно      | 6                                                       | 6               | <6>                                          | <6>             |
| От станции включительно | До станции включительно      | День                                                    | Остальное время | День                                         | Остальное время |
| ----------------------- | ---------------------------- | ------------------------------------------------------- | --------------- | -------------------------------------------- | --------------- |
| Пелем-Бей-парк          | Касл-Хилл-авеню              | локальные пути; только в направлении, обратном пиковому | локальные пути  | локальные пути; только в пиковом направлении | —               |
| Паркчестер              | Третья авеню — 138-я улица   | локальные пути                                          | локальные пути  | экспресс-путь; только в пиковом направлении  | —               |
| 125-я улица             | Бруклинский мост — Сити-холл | локальные пути                                          | локальные пути  | локальные пути; только в пиковом направлении | —               |

Схема маршрута
| Условные обозначения |
| для дней и часов работы маршрутов (более точно указано во всплывающих подсказках при этих обозначениях): |
| --- |
| круглосуточно круглосуточно, кроме ночи круглосуточно, кроме будней днём (либо часов пик) в пиковом направлении в будни днём (и, возможно, вечером) в будни круглосуточно в часы пик в будни днём (либо в часы пик) в пиковом направлении в будни днём (либо в часы пик) в направлении, обратном пиковому в выходные ночью ночью и в выходные (и, возможно, вечером) нет движения поездов |

|  |

| <6> — в будни днём в пиковом направлении · <6> — в будни днём в пиковом направлении |

| 6 — в будни днём в направлении, обратном пиковому · 6 — в будни днём в направлении, обратном пиковому |

|  |

| <6> — в будни днём в пиковом направлении · <6> — в будни днём в пиковом направлении |

| 6 — в будни днём в направлении, обратном пиковому · 6 — в будни днём в направлении, обратном пиковому |

|  |

| <6> — в будни днём в пиковом направлении · <6> — в будни днём в пиковом направлении |

| 6 — в будни днём в направлении, обратном пиковому · 6 — в будни днём в направлении, обратном пиковому |

|  |

| <6> — в будни днём в пиковом направлении · <6> — в будни днём в пиковом направлении |

| 6 — в будни днём в направлении, обратном пиковому · 6 — в будни днём в направлении, обратном пиковому |

|  |

| <6> — в будни днём в пиковом направлении · <6> — в будни днём в пиковом направлении |

| 6 — в будни днём в направлении, обратном пиковому · 6 — в будни днём в направлении, обратном пиковому |

|  |

| <6> — в будни днём в пиковом направлении · <6> — в будни днём в пиковом направлении |

| 6 — в будни днём в направлении, обратном пиковому · 6 — в будни днём в направлении, обратном пиковому |

|  |

| <6> — в будни днём в пиковом направлении · <6> — в будни днём в пиковом направлении |

| 6 — в будни днём · 6 — в будни днём |

|  |

|  |

|  |

|  |

|  |

| <6> — в будни днём в пиковом направлении · <6> — в будни днём в пиковом направлении |

| 6 — в будни днём · 6 — в будни днём |

|  |

|  |

|  |

|  |

|  |

|  |

| <6> — в будни днём в пиковом направлении · <6> — в будни днём в пиковом направлении |

| 6 — в будни днём · 6 — в будни днём |

|  |
|  |
|  |

| 4 — круглосуточно · 4 — круглосуточно · 5 — круглосуточно, кроме ночи · 5 — круглосуточно, кроме ночи · <6> — в будни днём в пиковом направлении · <6> — в будни днём в пиковом направлении |
| Харлем — 125-я улица (Metro-North)[англ.] |

| 4 — в будни днём · 4 — в будни днём · 5 — в будни днём · 5 — в будни днём · 6 — в будни днём · 6 — в будни днём |
| Харлем — 125-я улица (Metro-North)[англ.]                                                                       |

|  |

| 4 — ночью · 4 — ночью · <6> — в будни днём в пиковом направлении · <6> — в будни днём в пиковом направлении |

| 6 — в будни днём · 6 — в будни днём |

|  |

| 4 — ночью · 4 — ночью · <6> — в будни днём в пиковом направлении · <6> — в будни днём в пиковом направлении |

| 6 — в будни днём · 6 — в будни днём |

|  |

| 4 — ночью · 4 — ночью · <6> — в будни днём в пиковом направлении · <6> — в будни днём в пиковом направлении |

| 6 — в будни днём · 6 — в будни днём |

|  |

| 4 — ночью · 4 — ночью · <6> — в будни днём в пиковом направлении · <6> — в будни днём в пиковом направлении |

| 6 — в будни днём · 6 — в будни днём |

|  |

| 4 — круглосуточно · 4 — круглосуточно · 5 — круглосуточно, кроме ночи · 5 — круглосуточно, кроме ночи · <6> — в будни днём в пиковом направлении · <6> — в будни днём в пиковом направлении |

| 4 — в будни днём · 4 — в будни днём · 5 — в будни днём · 5 — в будни днём · 6 — в будни днём · 6 — в будни днём |

|  |

| 4 — ночью · 4 — ночью · <6> — в будни днём в пиковом направлении · <6> — в будни днём в пиковом направлении |

| 6 — в будни днём · 6 — в будни днём |

|  |

| 4 — ночью · 4 — ночью · <6> — в будни днём в пиковом направлении · <6> — в будни днём в пиковом направлении |

| 6 — в будни днём · 6 — в будни днём |

|  |
|  |
|  |
|  |
|  |

| 4 — круглосуточно · 4 — круглосуточно · 5 — круглосуточно, кроме ночи · 5 — круглосуточно, кроме ночи · <6> — в будни днём в пиковом направлении · <6> — в будни днём в пиковом направлении                                                                             | на той же станции             |
| N — круглосуточно · N — круглосуточно · R — круглосуточно, кроме ночи · R — круглосуточно, кроме ночи · W — в будни днём и вечером до 23:00 · W — в будни днём и вечером до 23:00                                                                                       | Лексингтон-авеню — 59-я улица |
| F — круглосуточно · F — круглосуточно · <F> — в часы пик в пиковом направлении · <F> — в часы пик в пиковом направлении · N — часть рейсов в часы пик в пиковом направлении · N — часть рейсов в часы пик в пиковом направлении · Q — круглосуточно · Q — круглосуточно | Лексингтон-авеню — 63-я улица |
| Канатная дорога острова Рузвельт |                               |

| 4 — в будни днём · 4 — в будни днём · 5 — в будни днём · 5 — в будни днём · 6 — в будни днём · 6 — в будни днём | на той же станции             |
| N — в будни днём · N — в будни днём · R — в будни днём · R — в будни днём · W — в будни днём · W — в будни днём | Лексингтон-авеню — 59-я улица |
| F — в будни днём · F — в будни днём · <F> — в часы пик в пиковом направлении · <F> — в часы пик в пиковом направлении · N — часть рейсов в часы пик в пиковом направлении · N — часть рейсов в часы пик в пиковом направлении · Q — в будни днём · Q — в будни днём | Лексингтон-авеню — 63-я улица |
| Канатная дорога острова Рузвельт |                               |

|  |
|  |
|  |

| 4 — ночью · 4 — ночью · <6> — в будни днём в пиковом направлении · <6> — в будни днём в пиковом направлении | на той же станции             |
| E — круглосуточно · E — круглосуточно · M — в будни днём и вечером · M — в будни днём и вечером             | Лексингтон-авеню — 53-я улица |

| 6 — в будни днём · 6 — в будни днём                                       | на той же станции             |
| E — в будни днём · E — в будни днём · M — в будни днём · M — в будни днём | Лексингтон-авеню — 53-я улица |

|  |
|  |
|  |
|  |
|  |

| 4 — круглосуточно · 4 — круглосуточно · 5 — круглосуточно, кроме ночи · 5 — круглосуточно, кроме ночи · <6> — в будни днём в пиковом направлении · <6> — в будни днём в пиковом направлении | на той же станции  |
| 7 — круглосуточно · 7 — круглосуточно · <7> — в часы пик в пиковом направлении · <7> — в часы пик в пиковом направлении                                                                     | Центральный вокзал |
| S (челнок 42-й улицы) — круглосуточно, кроме ночи · S (челнок 42-й улицы) — круглосуточно, кроме ночи                                                                                       | Центральный вокзал |
| Центральный вокзал Нью-Йорка |                    |

| 4 — в будни днём · 4 — в будни днём · 5 — в будни днём · 5 — в будни днём · 6 — в будни днём · 6 — в будни днём       | на той же станции  |
| 7 — в будни днём · 7 — в будни днём · <7> — в часы пик в пиковом направлении · <7> — в часы пик в пиковом направлении | Центральный вокзал |
| S (челнок 42-й улицы) — в будни днём · S (челнок 42-й улицы) — в будни днём                                           | Центральный вокзал |
| Центральный вокзал Нью-Йорка                                                                                          |                    |

|  |

| 4 — ночью · 4 — ночью · <6> — в будни днём в пиковом направлении · <6> — в будни днём в пиковом направлении |

| 6 — в будни днём · 6 — в будни днём |

|  |

| 4 — ночью · 4 — ночью · <6> — в будни днём в пиковом направлении · <6> — в будни днём в пиковом направлении |

| 6 — в будни днём · 6 — в будни днём |

|  |

| 4 — ночью · 4 — ночью · <6> — в будни днём в пиковом направлении · <6> — в будни днём в пиковом направлении |

| 6 — в будни днём · 6 — в будни днём |

|  |
|  |
|  |

| 4 — круглосуточно · 4 — круглосуточно · 5 — круглосуточно, кроме ночи · 5 — круглосуточно, кроме ночи · <6> — в будни днём в пиковом направлении · <6> — в будни днём в пиковом направлении                               | на той же станции        |
| L — круглосуточно · L — круглосуточно | Юнион-сквер              |
| N — круглосуточно · N — круглосуточно · Q — круглосуточно · Q — круглосуточно · R — круглосуточно, кроме ночи · R — круглосуточно, кроме ночи · W — в будни днём и вечером до 23:00 · W — в будни днём и вечером до 23:00 | 14-я улица — Юнион-сквер |

| 4 — в будни днём · 4 — в будни днём · 5 — в будни днём · 5 — в будни днём · 6 — в будни днём · 6 — в будни днём                                       | на той же станции        |
| L — в будни днём · L — в будни днём | Юнион-сквер              |
| N — в будни днём · N — в будни днём · Q — в будни днём · Q — в будни днём · R — в будни днём · R — в будни днём · W — в будни днём · W — в будни днём | 14-я улица — Юнион-сквер |

|  |

| 4 — ночью · 4 — ночью · <6> — в будни днём в пиковом направлении · <6> — в будни днём в пиковом направлении |

| 6 — в будни днём · 6 — в будни днём |

|  |
|  |
|  |

| 4 — ночью · 4 — ночью · <6> — в будни днём в пиковом направлении · <6> — в будни днём в пиковом направлении | на той же станции        |
| B — в будни днём и вечером до 23:00 · B — в будни днём и вечером до 23:00 · D — круглосуточно · D — круглосуточно · F — круглосуточно · F — круглосуточно · <F> — в часы пик в пиковом направлении · <F> — в часы пик в пиковом направлении · M — в будни днём и вечером · M — в будни днём и вечером | Бродвей — Лафайетт-стрит |

| 6 — в будни днём · 6 — в будни днём | на той же станции        |
| B — в будни днём · B — в будни днём · D — в будни днём · D — в будни днём · F — в будни днём · F — в будни днём · <F> — в часы пик в пиковом направлении · <F> — в часы пик в пиковом направлении · M — в будни днём · M — в будни днём | Бродвей — Лафайетт-стрит |

|  |

| 4 — ночью · 4 — ночью · <6> — в будни днём в пиковом направлении · <6> — в будни днём в пиковом направлении |

| 6 — в будни днём · 6 — в будни днём |

|  |
|  |
|  |
|  |
|  |

| 4 — ночью · 4 — ночью · <6> — в будни днём в пиковом направлении · <6> — в будни днём в пиковом направлении                                                       | на той же станции |
| J — круглосуточно · J — круглосуточно · Z — в часы пик в пиковом направлении · Z — в часы пик в пиковом направлении                                               | Канал-стрит       |
| N — ночью · N — ночью · R — круглосуточно, кроме ночи · R — круглосуточно, кроме ночи · W — в будни днём и вечером до 23:00 · W — в будни днём и вечером до 23:00 | Канал-стрит       |
| N — круглосуточно, кроме ночи · N — круглосуточно, кроме ночи · Q — круглосуточно · Q — круглосуточно                                                             | Канал-стрит       |

| 6 — в будни днём · 6 — в будни днём                                                                               | на той же станции |
| J — в будни днём · J — в будни днём · Z — в часы пик в пиковом направлении · Z — в часы пик в пиковом направлении | Канал-стрит       |
| R — в будни днём · R — в будни днём · W — в будни днём · W — в будни днём                                         | Канал-стрит       |
| N — в будни днём · N — в будни днём · Q — в будни днём · Q — в будни днём                                         | Канал-стрит       |

|  |
|  |
|  |

| 4 — круглосуточно · 4 — круглосуточно · 5 — круглосуточно, кроме ночи · 5 — круглосуточно, кроме ночи · <6> — в будни днём в пиковом направлении · <6> — в будни днём в пиковом направлении | на той же станции |
| J — круглосуточно · J — круглосуточно · Z — в часы пик в пиковом направлении · Z — в часы пик в пиковом направлении                                                                         | Чеймберс-стрит    |

| 4 — в будни днём · 4 — в будни днём · 5 — в будни днём · 5 — в будни днём · 6 — в будни днём · 6 — в будни днём   | на той же станции |
| J — в будни днём · J — в будни днём · Z — в часы пик в пиковом направлении · Z — в часы пик в пиковом направлении | Чеймберс-стрит    |

## Интересные факты
- Дженнифер Лопес назвала свой первый альбом On the 6 (На шестом), так как до того как стать популярной, она ездила в Манхэттен в танцевальную студию на 6 маршруте.
- В фильме Бойлерная (2000) Сет упоминает, что брокеры едут на 6 поезде до станции Fulton Street, однако этот маршрут не следует до этой станции.
- В 1973 году был написан роман «Опасные пассажиры поезда 123[англ.]», по которому были поставлены фильмы. По сценарию поезд 6-го маршрута отправляется от конечной Пелем-Бей-парк и оказывается захваченным, а пассажиры поезда — в заложниках.
- Во втором сезоне сериала «Жизни матрёшки» главные герои перемещаются во времени с помощью поезда, следующего по 6 маршруту.